# ウルトラソーキ
ウルトラソーキ（1996年2月14日 - ）は、日本の覆面レスラー。

## 経歴
- 2014年8月23日、琉球ドラゴンプロレスリングミュージックタウン音市場大会の対首里ジョー戦でデビュー。

## 得意技
エメリウムスプラッシュMAX
エメリウムスプラッシュ
力皇公認無双
無双と同型。技名は無双の本家である力皇猛から公認されたことが由来。
ファイヤーサンダー
ソーキドリラー
ドリラーと同型。
M78
西銘落とし
ネックハンギングボムと同型。
ブルーサンダー
バックフリップ
DDラリアット
ソーキスラッガー
モンゴリアンチョップと同型。

## 入場曲
- 初代 : ultra soul（B'z）
- 2代目 : 飼いならされたいの（DX×DX）
- 3代目 : GO!GO!ソーキランド（嫁ニー）

## タイトル歴
- 御万人王座「琉王」
- 御万人王座「双琉王」
- バトルロイヤル王座「チャンプルー王」
- 我栄トーナメント優勝